# Церковь Дмитрия Донского (Иловля)
Церковь Димитрия Донского — храм в рабочем посёлке Иловля Волгоградской области.
Адрес: 403070, Волгоградская область, рабочий посёлок Иловля, ул. Будённого, 61.

## История
В 1989 году в посёлке была организована община, трудами которой был создан приход. Строительство храма во имя святого равноапостольного князя Димитрия Донского было начато в 1989 году. В 1997 году он был построен. Также отстроены административное здание, причт, трапезная и церковная лавка. Имеется ухоженный двор с часовней и детской площадкой. 12 января 1997 года состоялось освящение храма и престола архиепископом Волгоградским и Камышинским Германом.
Богослужения совершаются по воскресным и праздничным дням. Настоятель — благочинный Иловлинского округа протоиерей Василий Голик (был назначен 17 декабря 1989 года указом архиепископа Саратовского и Волгоградского Пимена).
К храму относятся кладбищенская часовня святых равноапостольных князя Владимира и княгини Ольги в хуторе Колоцком, а также часовня с купальней Сорока мучеников Севастийских на святом источнике в хуторе Камышинском.